# NopCommerce
 (avril 2023).
NopCommerce est une solution open source de commerce électronique développée en ASP.NET (version 4.0, framework ASP.NET MVC) et utilisant une base de données MS SQL 2005 (ou supérieure). Le produit est disponible sous la licence nopCommerce Public License Version 2.0 et a été officiellement lancé en octobre 2008 à destination des petites et moyennes entreprises.
nopCommerce est une plate-forme de commerce en ligne sécurisée, évolutive et flexible,,. Il dispose d'un module d'administration pour gérer la boutique, les produits, les contenus rédactionnels, les clients, les commandes et les réductions. Il est flexible car supporte divers systèmes de taxe, est multilingue et propose en standard une compatibilité avec un certain nombre de modes de paiement : Authorize.Net, PayPal, Google Checkout, 2Checkout… Le produit est extensible par l'ajout ou le développement de plugins.
En 2010 et 2011, le logiciel nopCommerce a été finaliste du prix Packt Open Source E-Commerce Award,.
nopCommerce est le meilleur évalué et se situe dans le top 5 des applications les plus téléchargées sur la Microsoft Web Platform. C'est aussi la 9e plus téléchargée depuis CodePlex.

## Fonctionnalités

### Fonctionnalités générales
- Support des appareils mobiles (Apple, Android, BlackBerry, Windows, etc.)
- Support de multi-boutique
- Support de multi-fournisseur (expédition directe ou drop shipping)
- Administration orientée objet
- Multilingue
- Facile d'utilisation et rapide à mettre en place

### Fonctionnalités d'administration
- Structures de produits, catégories et fabricants
- Ajout, suppression et édition de catégories, produits, fabricants, clients et avis
- Support du téléchargement de fichiers
- Sécurisation de l'administration avec comptes et niveaux d'accès
- Gestion de contact courriel et lettre d'information
- Gestion de factures
- Statistiques produits et clients
- Support multi devises
- Mise à jour du taux de change via l'administration ou automatique en ligne
- Support de bannières statiques et dynamiques

### Fonctionnalités pour le client
- Suivi de commande
- Carnet d'adresses
- Panier temporaire pour les visiteurs et pour les clients enregistrés
- Recherche de produits
- Rédaction et affichage d'avis sur les produits
- Affichage / masquage de produits
- Sécurisation SSL

### Fonctionnalités produit
- Attributs de produit
- Descriptions courte et HTML
- Affichage automatisé des promotions
- Contrôle du stock des produits

### Fonctionnalité de paiement
- Accepte de nombreuses solutions de paiement hors ligne (chèque, contre remboursement…)
- Accepte de nombreuses solutions de paiement en ligne (Authorize.Net, PayPal, Google Checkout, 2Checkout…)
- Possibilité de sélectionner une ou plusieurs méthodes de paiement

### Fonctionnalités d'expédition
- Frais d'expédition en fonction du poids, du prix et de la destination
- Suivi des expéditions (UPS, USPS, FedEx…)
- Frais d'expédition gratuits
- Possibilité de sélectionner une ou plusieurs méthodes

### Fonctionnalités de taxe
- Taxe en fonction des pays et états
- Catégories de taxe selon les produits
- Taxe sur les frais d'expédition ou par type d'expédition